# Keiko (映画)
『Keiko』（けいこ）は、1979年公開の日本映画。クロード・ガニオン監督、若芝順子主演。ヨシムラ・ガニオンプロ製作、ATG配給。カラー、119分。第20回日本映画監督協会新人賞受賞作。キネマ旬報ベストテン第３位。
京都に暮らす独身女性ケイコの日常を淡々と描いたドキュメンタリータッチの作品。外国人監督が撮った日本映画であることで話題になった。

## ストーリー
京都に暮らす23歳の独身女性ケイコは様々な恋愛を経験するも満たされず、会社の先輩女性と同性愛関係を経ての同居を始める。

## キャスト
- ケイコ - 若芝順子
- カズヨ - きたむらあきこ （北村明子（演劇プロデューサー・俳優））
- 勝 - 池内琢磨
- 寺山 - 橋本敏夫
- 野口先生 - 中西宣夫
- 映画館の男・ケイコの新郎 - 中野隆